# Uta Titze-Stecher

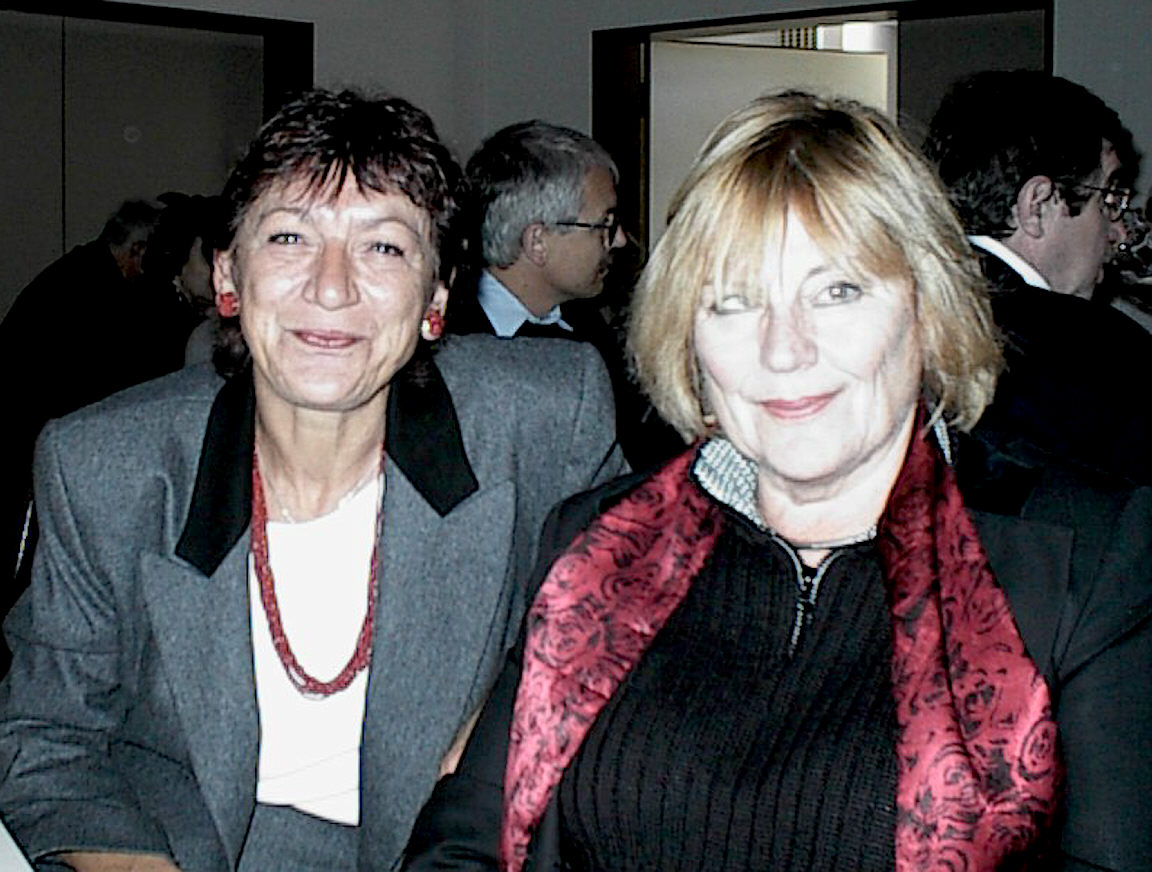
Rosemarie Grützner (links) und Uta Titze-Stecher

Uta Titze-Stecher, geb. Weber (* 28. Dezember 1942 in Posen; † 13. Mai 2024 in Germering), war eine deutsche Politikerin (SPD).

## Leben
Titze-Stecher besuchte zunächst die Grundschule in Salzgitter-Lebenstedt und machte dort 1962 ihr Abitur am Gymnasium für Jungen. Von 1962 bis 1968 studierte sie Pädagogik, Psychologie, Romanistik und Germanistik in München. Von 1968 bis 1977 war sie Lehrerin, ehe sie von 1977 bis 1979 Sonderpädagogik studierte, wieder in München. Danach war sie bis 1990 Sonderschullehrerin für Erziehungsschwierige und Lernbehinderte in München und Ausbildungslehrerin für Studenten.
1971 trat Titze-Stecher der SPD bei, wo sie von 1975 bis 1979 Sprecherin der Jungsozialisten und danach bis 1979 bis 1983 stellvertretende Unterbezirksvorsitzende des Unterbezirks Amper-Lech war. Von 1992 bis 1994 war sie Mitglied des Bezirksvorstandes Oberbayern, von 1992 bis 1996 Mitglied des Landesvorstandes der SPD Bayern. Zudem war sie von 1978 bis 1990 Gemeinderätin in Karlsfeld. Dem Deutschen Bundestag gehörte sie von 1990 bis 2002 an.